# Ocupación urbanística
En urbanismo la ocupación es un parámetro que determina el número de metros cuadrados que puede tener una edificación en planta (en su proyección sobre el terreno) respecto a la superficie de dicho terreno. Generalmente se da como un coeficiente porcentual.
La ocupación viene definida en España por la Normativa Urbanística Municipal para un terreno y es de obligado cumplimiento a la hora de realizar cualquier tipo de proyecto en el mismo para poder obtener la correspondiente licencia de obras.
No se debe confundir con la edificabilidad.
- Datos: Q2981742